# Coma del Pessó
La Coma del Pessó és una coma que es troba dins el terme municipal de la Vall de Boí, a l'Alta Ribagorça, i dins de la zona perifèrica del Parc Nacional d'Aigüestortes i Estany de Sant Maurici.
El nom "pessó significa munt cònic d'herba dallada, i s'aplica a cims de forma cònica".

## Geografia
És una coma d'origen glacial, subsidiària de la Vall de Sant Martí, tributària per la dreta del Riu de Sant Martí. Es troba per sobre dels 2.000 metres i la seva superfície aproximada és d'1,9 km².
La carena, que delimita la coma, s'inicia i finalitza a la zona del Barranc del Pessó. Des de la riba occidental del barranc, s'eleva cap al nord fins a assolir el Tuc des Carants (2.791 m). Des del Tuc, limitant amb Montanyó de Llacs, la carena agafa direcció est-nord-est, passa per la Collada del Montanyó (2.656 m) i arriba al Pic Roi (2.750 m). En aquest punt, la carena vira cap al sud-est, i limitant la Cometa de les Mussoles de la Vall de les Mussoles, travessa la Colladeta de l'Osso (2.675 m) i prossegueix amb la mateixa direcció. Poc abans d'assolir el Pic Gran del Pessó (2.894 m), en el punt on la carena gira cap al sud, comença a limitar amb la Coma del Mig de la Vall del Riqüerna i continua, seguint la mateixa direcció, fins poc abans de la Collada del Pessó (2.690 m) on vira al sud-oest i baixa fins al coll i després puja fins a la intersecció amb la carena que delimita la Coma Estreta. Ara agafa direcció nord-oest i, al poc, assoleix lo Pessó Petit (2.792 m). Des del pic, limitant un altre cop amb la Vall de Sant Martí, baixa cap al nord-est fins al punt on finalment el Serrat del Forat Negre gira direcció sud-oest, flanquejant la banda oriental del barranc.
A la part central de la coma es troba l'Estany del Pessó d'Amont (2.495 m), que drena cap a l'oest, cap a l'Estany del Pessó d'Avall (2.432 m). Al sud d'aquest últim neix el Barranc del Pessó, que discorre direcció sud-oest fins a desaiguar al Riu de Sant Martí.

## Rutes
El camí que puja als Pessons se separa del GR 11.20 (camí al Port de Rus), a la zona de Boiga de Sala. Ressegueix el barranc fins a arribar al primer estany, bordeja la seva riba dreta i remunta fins al segon llac. Des de l'extrem oriental de l'estany parteixen tres vies: una puja a la Collada del Montanyó (N), d'on es pot baixar a Montanyó de Llacs (N) o ascendir al Tuc des Carants (SO); un altre remunta la carena fins lo Pessó Petit (SE); la tercera voreja la riba esquerra de l'estany fins al seu límit meridional, on es pot optar per ascendir a la Colladeta de l'Osso (NE) o a la Collada del Pessó (SE).
La zona del barranc presenta un gran desnivell: uns 450 metres en tan sols 1 kilòmetre, i paisatge variat on s'alternen bosc, pastures i tarteres. A partir dels 2.250 metres els arbres desapareixen, per fer-ho totalment als voltants de l'estany petit. A partir de l'estany gran tan sols herba i petites flors creixen entre l'escampall de roques ocres i grises.